# Trolejbusová doprava ve Štětíně
Štětín je sice město, kde se síť trolejbusové dopravy nenachází, avšak její zavedení bylo plánováno.

## Projekt
Plán na zavedení trolejbusů ve Štětíně pochází z roku 1953. V rozhovoru s redaktorem deníku „Kurier Szczeciński“ 13. června 1953 oznámil nový ředitel dopravního podniku MZK Szczecin, Ing. Pasich, plán na vybudování trolejbusové sítě. Podle jeho prohlášení měly trolejbusy jezdit v ulicích, kde nebylo možné vést tramvajové tratě, a první (okružní) trolejbusová trať měla být postavena v roce 1954. Tento plán se nakonec neuskutečnil.
Ve Štětíně dnes funguje síť autobusové a tramvajové dopravy. V současné době se již ve Štětíně neplánuje zavedení trolejbusů, místo toho se pořizují elektrobusy s možností dobíjení na konečných zastávkách.